# Боровий (Чебулинський округ)
Борови́й (рос. Боровой) — селище у складі Чебулинського округу Кемеровської області, Росія.

## Населення
Населення — 98 осіб (2010; 159 у 2002).
Національний склад (станом на 2002 рік):
- росіяни — 95 %